# Campionato italiano assoluto di velocità
Il Campionato italiano assoluto di velocità, noto anche come Campionato italiano di velocità conduttori, è stata una serie automobilistica riservata ai piloti italiani.

## Albo d'oro

### 1927-1939
Elenco dei vincitori assoluti e di categoria dal 1927 al 1939.
| Anno | Assoluto         | 5000           | 3000           | 1500                | 1100                | Sport          | Turismo        | Dilettanti       |
| ---- | ---------------- | -------------- | -------------- | ------------------- | ------------------- | -------------- | -------------- | ---------------- |
| 1927 | Emilio Materassi | -              | -              | -                   | -                   | -              | -              | -                |
| 1928 | Giuseppe Campari | -              | -              | -                   | Eugenio Riccioli    | -              | -              | -                |
| 1929 | Achille Varzi    | -              | -              | Luigi Arcangeli     | Clemente Biondetti  | -              | -              | -                |
| 1930 | Achille Varzi    | -              | -              | Clemente Biondetti  | Clerici / Premoli   | -              | -              | -                |
| 1931 | Giuseppe Campari | -              | -              | Castelbarco         | Premoli             | -              | -              | -                |
| 1932 | Tazio Nuvolari   | -              | -              | Corsi               | Rosso di Ceraini    | -              | -              | -                |
| 1933 | Luigi Fagioli    | -              | -              | Castelbarco         | Barbieri            | -              | -              | Cornaggia Medici |
| 1934 | Achille Varzi    | -              | Achille Varzi  | -                   | Cecchini            | -              | -              | Piero Dusio      |
| 1935 | Tazio Nuvolari   | Tazio Nuvolari | Antonio Brivio | Bianco              | Giuseppe Tuffanelli | -              | -              | Danese           |
| 1936 | Tazio Nuvolari   | -              | -              | Carlo Felice Trossi | -                   | -              | -              | -                |
| 1937 | Nino Farina      | -              | -              | Bianco              | Giovanni Lurani     | -              | Franco Cortese | -                |
| 1938 | Nino Farina      | -              | -              | Gigi Villoresi      | -                   | Franco Cortese | -              | -                |
| 1939 | Nino Farina      | -              | -              | Gigi Villoresi      |                     | Calamai        | -              | -                |

### 1947-2006
Elenco dei vincitori dal 1947 al 2006.
| Anno      | Assoluto            |
| --------- | ------------------- |
| 1947      | Gigi Villoresi      |
| 1948      | Gigi Villoresi      |
| 1949      | Alberto Ascari      |
| 1950      | Nino Farina         |
| 1951      | Alberto Ascari      |
| 1952      | Alberto Ascari      |
| 1953      | Alberto Ascari      |
| 1954      | Non assegnato       |
| 1955      | Eugenio Castellotti |
| 1956      | Eugenio Castellotti |
| 1957      | Luigi Musso         |
| 1958-1960 | Non assegnato       |
| 1961      | Giancarlo Baghetti  |
| 1962      | Giancarlo Baghetti  |
| 1963      | Lorenzo Bandini     |
| 1964      | Lorenzo Bandini     |
| 1965      | Lorenzo Bandini     |
| 1966      | Lorenzo Bandini     |
| 1970      | Ignazio Giunti      |

| Anno | Assoluto           |
| ---- | ------------------ |
| 1971 | Nino Vaccarella    |
| 1972 | Andrea De Adamich  |
| 1973 | Arturo Merzario    |
| 1974 | Andrea De Adamich  |
| 1974 | Carlo Facetti      |
| 1975 | Arturo Merzario    |
| 1976 | Vittorio Brambilla |
| 1977 | Vittorio Brambilla |
| 1978 | Bruno Giacomelli   |
| 1979 | Piercarlo Ghinzani |
| 1980 | Riccardo Patrese   |
| 1981 | Mauro Baldi        |
| 1982 | Michele Alboreto   |
| 1983 | Eddie Cheever      |
| 1984 | Elio De Angelis    |
| 1985 | Michele Alboreto   |
| 1986 | Bruno Corradi      |
| 1987 | Michele Alboreto   |
| 1988 | Michele Alboreto   |

| Anno | Assoluto             |
| ---- | -------------------- |
| 1989 | Riccardo Patrese     |
| 1990 | Riccardo Patrese     |
| 1991 | Riccardo Patrese     |
| 1992 | Riccardo Patrese     |
| 1993 | Riccardo Patrese     |
| 1994 | Giancarlo Fisichella |
| 1995 | Emanuele Pirro       |
| 1996 | Emanuele Pirro       |
| 1997 | Giancarlo Fisichella |
| 1998 | Giancarlo Fisichella |
| 1999 | Giancarlo Fisichella |
| 2001 | Giancarlo Fisichella |
| 2002 | Giorgio Pantano      |
| 2003 | Jarno Trulli         |
| 2004 | Jarno Trulli         |
| 2005 | Giancarlo Fisichella |
| 2006 | Giancarlo Fisichella |